# Achelia salebrosa
Achelia salebrosa is een zeespin uit de familie Ammotheidae. De soort behoort tot het geslacht Achelia. Achelia salebrosa werd in 1961 voor het eerst wetenschappelijk beschreven door Losina-Losinsky. 